# Vũ hình
Vũ hình (chữ Hán: 禹刑; Luật hình của vua Vũ) là tên gọi chung của pháp luật triều Hạ (khoảng thế kỷ 21 đến thế kỷ 16 trước Công nguyên). Do ông vua khai quốc của triều Hạ là Vũ nên gọi chung là Vũ hình. Vua Vũ kế tiếp sau Nghiêu, Thuấn dựng nên nhà Hạ, bắt đầu định ra ngũ hình là chủ hình tức hình phạt chính trong lịch sử pháp chế Trung Quốc cổ đại. Trong ngũ hình, trừ tử hình ra thì các loại hình khác đều là nhục hình tàn hại thân thể. Thiên "Lữ hình" sách Thượng thư cho rằng ngũ hình là loại hình bắt chước theo nhục hình vốn có của Miêu tộc, khi nhà Hạ hủy diệt một bộ lạc khác sau Miêu, để củng cố sự thống trị, bèn dùng theo nhục hình có sẵn của dân Miêu. Chủ hình, hình pháp nặng của đời nhà Hạ toàn chỉ dùng cho dân tộc khác, còn trong cùng tộc chỉ dùng phó hình tức hình phạt nhẹ như đánh roi, tượng hình, lưu đày và thục hình.

## Nội dung
Căn cứ theo lời Trịnh Huyền thời Đông Hán cho biết: "luật hình của triều Hạ tổng cộng có 3.000 điều, đại tịch 200 điều, tần tịch 300 điều, cung tịch 500 điều, tỵ, mặc hình mỗi loại 1.000 điều".. Tùy thư thiên Kinh tịch chí cũng ghi chép: "chính hình của Hạ Hậu thị có năm loại, khoa điều tới ba ngàn". Cả hai nguồn tài liệu đều nhất trí cho rằng quy định pháp luật triều Hạ có năm loại hình phạt, tổng cộng có 3.000 điều. Theo chương Ngũ hình trong sách Hiếu kinh nói: "thuộc ngũ hình có 3.000, tội lớn nhất là bất hiếu", thì suy rằng triều Hạ suy tôn đạo hiếu, điều này có liên quan với lễ đời Hạ trong pháp luật theo tập quán.
Triều Hạ ở vào thời kỳ đầu của xã hội nô lệ, vì vậy pháp chế chưa hoàn bị, không phân biệt giữa luật hình với quân pháp. Mệnh lệnh tác chiến là quân pháp, tình hình thực hiện mệnh lệnh liên quan với thưởng phạt, người không tuân phục mệnh lệnh sẽ bị xử tử trước đàn tế thần và sẽ liên lụy đến con cháu. Pháp luật đời Hạ còn giữ lại rất nhiều tàn dư của chế độ nô dịch gia trưởng, pháp luật bắt đầu từ luật hình theo tập quán bất thành văn. Ngoài luật hình, Vũ hình còn bao gồm cả việc điều chỉnh quy phạm pháp luật về các mặt quyền sở hữu quan hệ tông pháp,... Hạ là vương triều đầu tiên của Trung Quốc nên rất thiếu tư liệu văn hiến, nội dung chi tiết về Vũ hình không thể tra cứu hay xác minh được. Nhưng Vũ hình có tác dụng kế thừa những điều trước và mở ra cho sau này, được hậu thế noi theo.